# Glypheoidea
Super-famille
Glypheoidea est le nom d'une super-famille de crustacés, les glyphéides, appartenant à l'ordre des Décapodes.
Cette famille, que l'on pensait entièrement éteinte depuis le Crétacé supérieur, a été créée pour décrire des espèces fossiles. Mais elle accueille aujourd'hui deux espèces récemment découvertes dans le Pacifique ouest, et peut-être d'autres espèces encore inconnues.

## Description
Les espèces de cette super-famille sont morphologiquement caractérisées par :
- un long céphalothorax ;
- de gros yeux très proéminents ;
- un abdomen réduit ;
- des pattes « P1 » préhensiles et énormes par rapport aux autres pattes.

## Systématique
La super-famille des Glypheoidea a été décrite par le naturaliste Tiberius Cornelis Winkler en 1883.

### Taxonomie
L'infra-ordre Glypheidea regroupe deux superfamilles : Glypheoidea et Pemphicoidea.
La super-famille des Glypheoidea (qui tire son nom d'un genre disparu nommé Glyphea) regroupe les trois familles suivantes :
1) Famille des Glypheidae
- Glyphea Meyer, 1835 †
  - Glyphea broilii Kuhn, 1936
  - Glyphea carteri Bell, 1863
  - Glyphea crassa Oppel, 1861
  - Glyphea dietleni Schütze, 1907
  - Glyphea dressieri Meyer in Bronn, 1837
  - Glyphea gussmanni Schütze, 1907
  - Glyphea hennigi Beurlen, 1933
  - Glyphea hispida Carter, 1886
  - Glyphea jurassica (Garassino, Artal & Pasini, 2009)
  - Glyphea jurensis Oppel, 1861
  - Glyphea magnevillii (J.-A. Eudes-Deslongchamps, 1835)
  - Glyphea muensteri Meyer, 1840
  - Glyphea oolitica Charbonnier, Garassino, Schweigert & Simpson, 2013
  - Glyphea pseudoscyllarus (Schlotheim, 1822)
  - Glyphea regleyana (Desmarest, 1822)
  - Glyphea squamosa (Münster, 1839)
  - Glyphea vectensis Woods, 1927
  - Glyphea viohli Polz, 2000
  - Glyphea yoshiakii Kato & Karasawa, 2006

- Paraglyphea Beurlen, 1928 †
  - Paraglyphea alpina (Oppel, 1861)

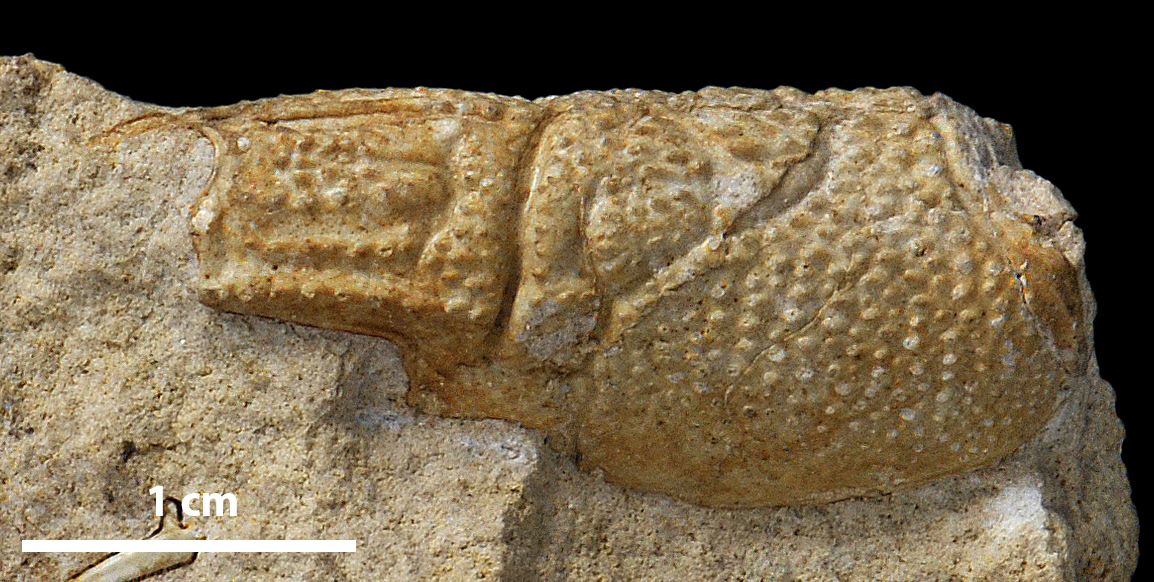
Glyphea muensteri, néotype MNHN.F.A29534

  - Paraglyphea ambigua (Fritsch, 1870)
  - Paraglyphea arborinsularis (Etheridge, 1917)
  - Paraglyphea eureka (Damborenea & Manceñido, 1987)
  - Paraglyphea liasina (Meyer, 1840)
  - Paraglyphea locardi Charbonnier, Garassino, Schweigert & Simpson, 2013
  - Paraglyphea mistelgauensis Charbonnier, Garassino, Schweigert & Simpson, 2013
  - Paraglyphea rostrata (Phillips, 1829)
  - Paraglyphea terquemi (Oppel, 1861)

- Glypheopsis Beurlen, 1928 †
  - Glypheopsis bronnii (Roemer, 1839)
  - Glypheopsis calloviensis (Woods, 1927)
  - Glypheopsis christeyi (Feldmann & Maxwell, 1999)
  - Glypheopsis cretacea (M'Coy, 1854)
  - Glypheopsis etalloni (Oppel, 1861)
  - Glypheopsis ferruginea (Blake & Hudleston, 1877)
  - Glypheopsis franzini (Breton, 2011)
  - Glypheopsis georgiensis (Taylor, 1979)
  - Glypheopsis granulosa (Schütze, 1907)
  - Glypheopsis lundgreni (Schlüter, 1870)
  - Glypheopsis lyrica (Blake, 1876)
  - Glypheopsis ornata (Quenstedt, 1858)
  - Glypheopsis prestwichi (Woods, 1927)
  - Glypheopsis pseudomuensteri (Martin, 1961)
  - Glypheopsis pustulosa (Meyer, 1840)
  - Glypheopsis robusta (Feldmann & McPherson, 1980)
  - Glypheopsis rosenkrantzi (Van Straelen, 1929)
  - Glypheopsis sanctaecrucis Collins, 1969
  - Glypheopsis solitaria (Oppel, 1861)
  - Glypheopsis stilwelli (Feldmann, 1993)
  - Glypheopsis stonesfieldiensis (Van Straelen, 1923)
  - Glypheopsis tenuis (Oppel, 1861)
  - Glypheopsis tomesii (Woodward, 1868)
  - Glypheopsis trouvillensis Charbonnier, Garassino, Schweigert & Simpson, 2013
  - Glypheopsis voultensis Charbonnier, Garassino, Schweigert & Simpson, 2013
  - Glypheopsis wiffenae (Feldmann & Stilwell, 2012)
  - Glypheopsis willetti (Woodward, 1878)

- Trachysoma Bell, 1858 †
  - Trachysoma micheleae (Schweitzer & Feldmann, 2001)
  - Trachysoma reticulatum (Feldmann & Gaździcki, 1997)
  - Trachysoma scabrum Bell, 1858

- Angarestia Charbonnier, Garassino, Schweigert & Simpson, 2013 †
  - Angarestia australensis (Feldmann, Tshudy & Thomson, 1993)
  - Angarestia damesi (Garassino, 2001)
  - Angarestia foresti (Feldmann & Saint Laurent, 2002)
  - Angarestia heeri (Oppel, 1861)
  - Angarestia jeletzkyi (Feldmann & McPherson, 1980)
  - Angarestia mugudaensis Charbonnier, Garassino, Schweigert & Simpson, 2013
  - Angarestia tricarinata (Garassino, 1996)
  - Angarestia viallei Charbonnier, Garassino, Schweigert & Simpson, 2013

- Gigacerina Charbonnier, Garassino, Schweigert & Simpson, 2013 †
  - Gigacerina saemanni (Oppel, 1861)

- Rectaglyphea Charbonnier, Garassino, Schweigert & Simpson, 2013 †
  - Rectaglyphea howardae Charbonnier, Garassino, Schweigert & Simpson, 2013
- Heteroglyphaea Colosi, 1921 †
  - Heteroglyphaea paronae Colosi, 1921

- Laurentaeglyphea
  - Laurentaeglyphea neocaledonica
- Neoglyphea
  - Neoglyphea inopinata

2) Famille des Litogastridae †
- Litogaster Meyer, 1847
  - Litogaster durlachensis (Förster, 1967)
  - Litogaster limicola König, 1920
  - Litogaster obtusa (Meyer, 1844)
  - Litogaster tiefenbachensis Assmann, 1927
  - Litogaster tuberculata Assmann, 1927
  - Litogaster turnbullensis Schram, 1971

- Pseudoglyphea Oppel, 1861
  - Pseudoglyphea alpina Förster, 1971
  - Pseudoglyphea amalthea Oppel, 1861
  - Pseudoglyphea ancylochelis (Woodward, 1863)
  - Pseudoglyphea etalloni Oppel, 1862
  - Pseudoglyphea eximia Oppel, 1861
  - Pseudoglyphea foersteri Feldmann, Crisp & Pirrie, 2002
  - Pseudoglyphea gigantea Garassino & Teruzzi, 1993
  - Pseudoglyphea grandis (Meyer, 1837)
  - Pseudoglyphea mulleri (Van Straelen, 1936)
  - Pseudoglyphea stricta Étallon, 1861
  - Pseudoglyphea terquemi Oppel, 1861

- Audogaster Charbonnier, Garassino, Schweigert & Simpson, 2013
  - Audogaster spinosa (Assmann, 1927)
  - Audogaster assmanni Charbonnier, Garassino, Schweigert & Simpson, 2013
- Sinopemphix Fenglin, 1975
  - Sinopemphix guizhouensis Fenglin, 197

Note : le genre Sinopemphix a été récemment ajouté dans cette famille à la suite d'une analyse phylogénétique des Glypheoidea.
3) Famille des Mecochiridae †
- Mecochirus †
  - Mecochirus houdardi
  - Mecochirus longimanatus
- Meyeria †

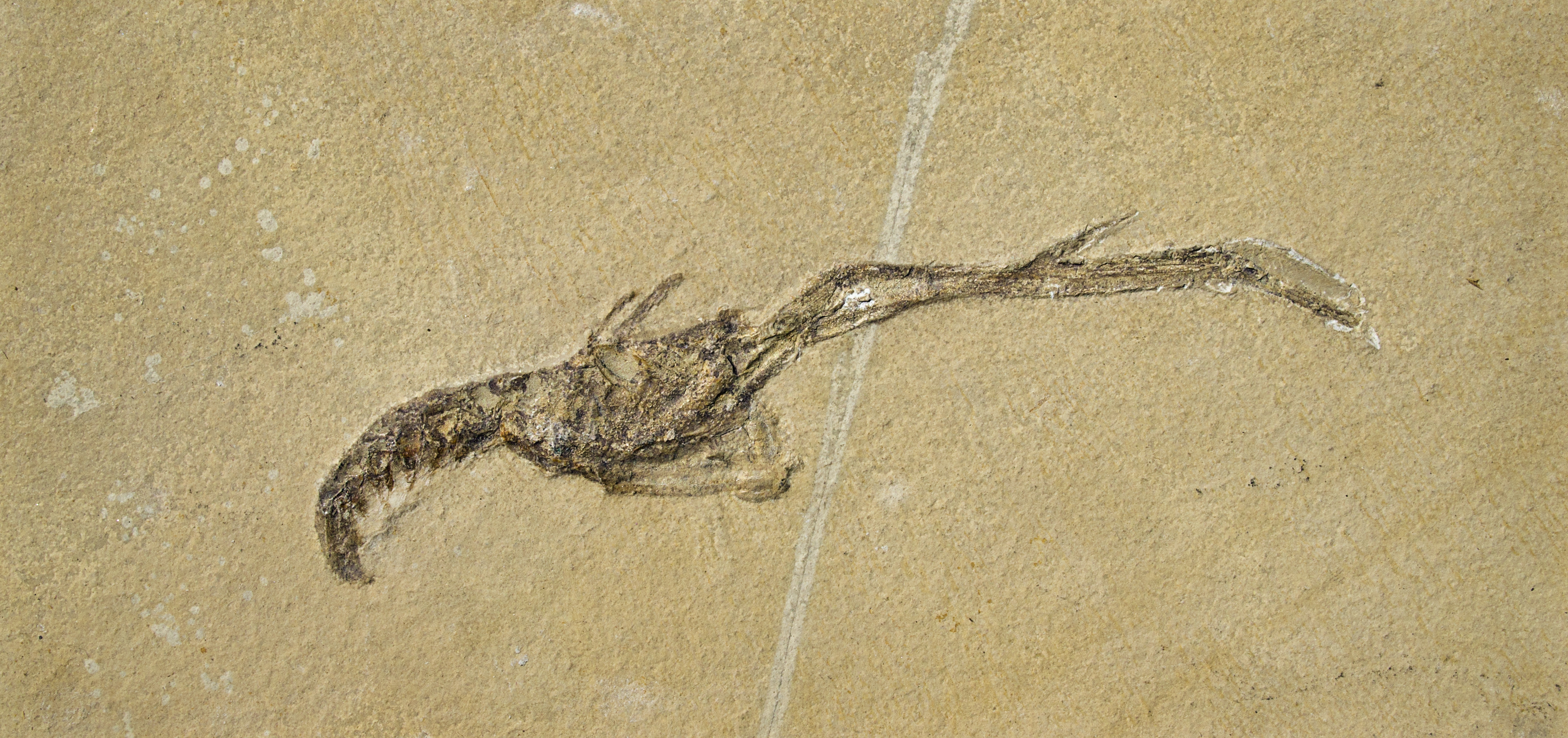
Mecochirus longimanatus de Solnhofen

- Atherfieldastacus Simpson in Robin, Charbonnier, Merle, Simpson, Petit & Fernandez[5]
  - Atherfieldastacus magnus (MʼCoy, 1849)

### Super-famille Pemphicoidea
La super-famille des Pemphicoidea (qui tire son nom d'un genre disparu nommé Pemphix) regroupe une seule famille :
1) Famille des Pemphicidae †
- Pemphix †
- Pseudopemphix †

## Deux espèces actuelles de Glypheidae récemment découvertes
Ces espèces ont été récemment découvertes en mer de Corail dans l'Ouest de l'océan Pacifique.
Note : la famille des Glypheidae a d'abord été considérée comme éteinte durant l'Éocène, mais rouverte pour accueillir deux nouvelles espèces panchroniques : Neoglyphea inopinata et Laurentaeglyphea neocaledonica. Ces deux espèces auraient pu avoir trouvé refuge dans les fonds du Pacifique où plusieurs autres formes panchroniques ont été trouvées.

### Neoglyphea inopinataForest & de Saint Laurent, 1975
Son genre et sa famille étant antérieurement supposés comme éteints, cette espèce est considérée panchronique d'un genre qui existait au Mésozoïque, redécouvert par hasard, d'abord par un seul spécimen pêché à -186 m en 1908 lors d'un chalutage du navire de recherche américain (l'Albatross), puis conservé sans avoir été identifié au Musée national d'histoire naturelle des États-Unis, et ayant été finalement décrit et identifié en 1975 par J. Forest et M. de Saint Laurent.
En 1976, une série de chalutages scientifiques opérés par des Français, là où l’Albatross avait trouvé le premier spécimen, remontaient — après 36 passages de chalut échelonnés sur cinq jours — une femelle et huit mâles (Forest 1981). Puis deux femelles adultes ont pu être trouvées sur le même site respectivement en 1980 et en 1985 par le navire Coriolis avec deux autres mâles. Forest et Saint Laurent ont alors pu achever de décrire l'espèce. Son aire connue de répartition a pu être précisée à la suite de la capture en mer d'Arafura, par un chalut australien, de deux autres individus en 1987 et 1988, dont une femelle ovigère (la première jamais étudiée). Curieusement, durant près de 20 ans et malgré des campagnes annuelles, cette espèce n'a pas été revue dans le Sud-Ouest Pacifique.

### Laurentaeglyphea neocaledonicaB. Richer de Forges, 2006
Cette espèce a été identifiée par une unique femelle pêchée en eaux profondes, en octobre 2006 Nouvelle-Calédonie (Banc Capel, au sud du plateau de Chesterfield, en mer du Corail), lors d'une pêche scientifique de la campagne EBISCO (Exploration de la Biodiversité et ISolement en mer de Corail). Cette espèce a d'abord été insérée dans le genre Neoglyphea puis rattachée à un nouveau genre, Laurentaeglyphea, par Jacques Forest dans une note publiée en 2006, du fait de ses disparités morphologiques avec N. inopinata.
La femelle de cette espèce est plus courte et trapue que celle de N. inopinata notamment pour le céphalothorax et les premiers péréiopodes.
Ses yeux sont plus gros et le troisième article du pédoncule de l'antenne est plus court que chez N. inopinata ; il est en outre orné de 5 épines contre environ 10 chez N. inopinata.
Sa carapace diffère dans sa couleur et dans son ornementation ; sa face dorsale est entièrement lisse, les faces latérales étant marquées de « petites dépressions en arrière du sillon cervical et d’épines en avant » alors que chez N. inopinata, la carapace est couverte de petits tubercules au sommet terminé par une spinule.
Devant le sillon cervical, la face dorsale du céphalothorax est carénée de manière médiodorsale bifurquée avec, de part et d’autre, deux carènes longitudinales entièrement lisses, alors que N. inopinata ne présente aucune carène marquée mais des tubercules spinuleux plus ou moins marqués et alignés ; le rostre est triangulaire et arrondi, aux bords lisses, alors qu'il est long, pointu et avec des bords serrulés chez L. neocaledonica. Il est 1,1 fois plus long que large à sa base alors qu'il est 2,2 fois plus long que large chez N. inopinata.
Enfin, la couleur générale de l'animal est rose-beige (avec des ponctuations rouge vif sur l’abdomen, la partie supérieure du céphalothorax et les premiers péréiopodes) alors qu'elle est orangée et uniforme sur le céphalothorax de N. inopinata et finement ponctuée de taches orange sur les articles abdominaux.
Son habitat ne saurait être décrit par une seule capture, mais on sait que l'animal a été capturé entre -357 m et -536 m sur les flancs d'un mont sous-marin (le banc Capel) de type guyot, ancien atoll immergé dont le sommet plat culmine à -300 m environ, dans un environnement balayé par de forts courants, à substrat dur (ni sable ni vase, mais éboulis coralliens).